# Conocimiento casual de un oficio
Conocimiento casual de un oficio (en alemán: Unvermutete Bekanntschaft mit einem Handwerk) es un relato corto de Stefan Zweig, editado generalmente junto a otras obras breves de este autor en el tomo Caleidoscopio. La obra refleja con fidelidad el estilo narrativo de Zweig, detallista a la hora de describir la sociedad europea de entreguerras, vibrante en el ritmo hasta su conclusión.

## Sinopsis
Ambientada en 1931, el protagonista llega de viaje a París, donde después de pasear ociosamente, entra en un café para descansar. Allí observa casualmente a un hombre que le llama la atención por su estrambótico actuar. La curiosidad hará que preste toda su atención durante horas a su actividad, intentando descubrir su ocupación. Después de perseguir al individuo por diversos escenarios de su actividad, en un final trepidante aprenderá una lección inolvidable a cambio de su indiscreta curiosidad.